# Tristan Peersman
Tristan Peersman (ur. 20 września 1979 w Antwerpii) – belgijski piłkarz grający na pozycji bramkarza. Był reprezentantem Belgii.

## Kariera klubowa
Swoją karierę piłkarską Peersman rozpoczynał w juniorach takich klubów jak: KV Hemiksem (1987-1990), K Boom FC (1990-1991) i KSK Beveren (1991-1997). W 1997 roku stał się członkiem pierwszego zespołu Beveren. 30 stycznia 1999 zadebiutował w jego barwach w pierwszej lidze belgijskiej w przegranym 1:3 domowym meczu z Lierse SK. Zawodnikiem Beveren był do końca sezonu 1999/2000.
Latem 2000 Peersman został zawodnikiem Anderlechtu. Przez trzy kolejne sezony był rezerwowym bramkarzem dla Filipa De Wilde, Zvonko Milojevicia i Daniela Zítki. Swój debiut w Anderlechcie zaliczył dopiero w sezonie 2003/2004, 9 sierpnia 2003, w zwycięskim 3:1 domowym meczu z Royalem Antwerp FC. W sezonie 2003/2004 wywalczył z Anderlechtem mistrzostwo, a w sezonie 2004/2005 - wicemistrzostwo Belgii.
Latem 2005 Peersman przeszedł do holenderskiego Willema II Tilburg. Swój debiut w nim zanotował 11 stycznia 2006 w przegranym 1:2 domowym meczu z Heraclesem Almelo. W Willemie II spędził dwa sezony.
W 2007 roku Peersman został piłkarzem greckiego OFI 1925. Zadebiutował w nim 2 września 2007 w wygranym 3:2 domowym meczu z Apollonem Kalamaria. W OFI spędził rok.
W sezonie 2008/2009 Peersman grał w holenderskim drugoligowcu, FC Dordrecht. Z kolei w sezonie 2009/2010 grał w belgijskim drugoligowym RAEC Mons. W sezonie 2012/2013 grał w Herk-de-Stad FC, a w sezonie 2013/2014 w KSV Temse, w którym zakończył karierę.
| Sezon   | Klub              | Kraj     | Rozgrywki          | Mecze | Gole |
| ------- | ----------------- | -------- | ------------------ | ----- | ---- |
| 1997/98 | KSK Beveren       | Belgia   | Eerste klasse      | 0     | 0    |
| 1998/99 | KSK Beveren       | Belgia   | Eerste klasse      | 1     | 0    |
| 1999/00 | KSK Beveren       | Belgia   | Eerste klasse      | 14    | 0    |
| 2000/01 | RSC Anderlecht    | Belgia   | Eerste klasse      | 0     | 0    |
| 2001/02 | RSC Anderlecht    | Belgia   | Eerste klasse      | 0     | 0    |
| 2002/03 | RSC Anderlecht    | Belgia   | Eerste klasse      | 0     | 0    |
| 2003/04 | RSC Anderlecht    | Belgia   | Eerste klasse      | 13    | 0    |
| 2004/05 | RSC Anderlecht    | Belgia   | Eerste klasse      | 10    | 0    |
| 2005/06 | Willem II Tilburg | Holandia | Eredivisie         | 13    | 0    |
| 2006/07 | Willem II Tilburg | Holandia | Eredivisie         | 3     | 0    |
| 2007/08 | OFI 1925          | Grecja   | Superleague Ellada | 6     | 0    |
| 2008/09 | FC Dordrecht      | Holandia | Eerste divisie     | 13    | 0    |
| 2009/10 | RAEC Mons         | Belgia   | Tweede klasse      | 25    | 0    |
| 2012/13 | Herk-de-Stad FC   | Belgia   | IV liga            | ?     | ?    |
| 2013/14 | KSV Temse         | Belgia   | Derde klasse       | ?     | ?    |

## Kariera reprezentacyjna
W reprezentacji Belgii Peersman zadebiutował 29 maja 2004 w wygranym 1:0 towarzyskim meczu z Holandią, rozegranym w Eindhoven. Grał w eliminacjach do MŚ 2006. W kadrze narodowej rozegrał 4 mecze, wszystkie w 2004.